# Kuzminec (Mihovljan)
Kuzminec is een plaats in de gemeente Mihovljan in de Kroatische provincie Krapina-Zagorje. De plaats telt 502 inwoners (2001).